# 穆謝尼察鄉

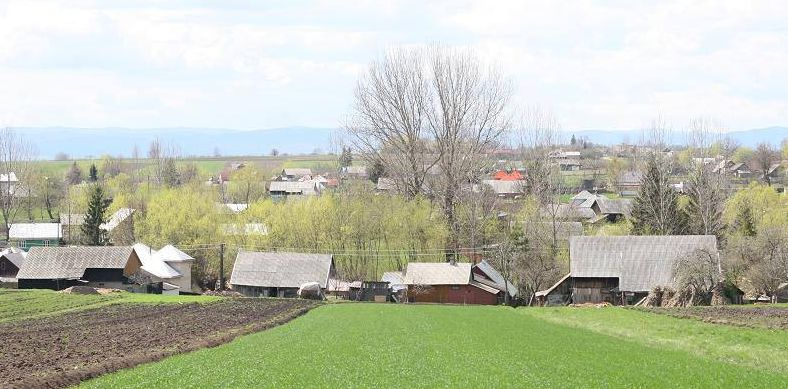

47°58′N 26°00′E / 47.967°N 26.000°E
穆謝尼察鄉（羅馬尼亞語：Comuna Mușenița, Suceava），是羅馬尼亞的鄉份，位於該國東北部，由蘇恰瓦縣負責管轄，面積39平方公里，海拔高度414米，2007年人口2,142，人口密度每平方公里55人。